# Szeroki Bór Piski
Szeroki Bór Piski ist ein kleiner Ort in der polnischen Woiwodschaft Ermland-Masuren und gehört zur Gmina Pisz (Stadt- und Landgemeinde Johannisburg) im Powiat Piski (Kreis Johannisburg).

## Geographische Lage
Szeroki Bór Piski liegt am Nordosten der Johannisburger Heide (polnisch Puszcza Piska) am Südufer des Kleinen Jagodschin-Sees (auch: Kleiner Tiefensee, polnisch Jegocin Mały, auch: Jegocinek), acht Kilometer westlich der Kreisstadt Pisz (deutsch Johannisburg).

## Geschichte
Über die Historie von Szeroki Bór Piski liegen keine Belege vor. Nicht ohne Bedeutung dürfte die Namensverwandtschaft mit dem fünf Kilometer weiter südwestlich gelegenen, aber schon zur Gmina Ruciane-Nida (deutsch Rudczanny, 1938 bis 1945 Niedersee-Nieden) gehörenden Dorf Szeroki Bór sein, dessen deutscher Name Breitenheide ist. Es darf angenommen werden, dass der Ort Szeroki Bór Piski erst nach 1945 entstanden ist. Er ist Sitz eines Schulzenamtes (polnisch Sołectwo) und als solcher eine Ortschaft im Verbund der Stadt- und Landgemeinde Pisz im Powiat Piski, bis 1998 der Woiwodschaft Suwałki, seither der Woiwodschaft Ermland-Masuren zugehörig.

## Kirche
Kirchlich sind die Einwohner Szeroki Bór Piskis katholischerseits wie evangelischerseits nach Pisz ausgerichtet. Die Stadt liegt im Bistum Ełk der Römisch-katholischen Kirche bzw. in der Diözese Masuren der Evangelisch-Augsburgischen Kirche in Polen.

## Verkehr
Szeroki Bór Piski liegt an der bedeutenden polnischen Landesstraße 58, die durch das südliche Masuren bis in die Woiwodschaft Podlachien führt. Die nächste Bahnstation ist Szeroki Bór (Breitenheide) an der Bahnstrecke Olsztyn–Ełk (deutsch Allenstein–Lyck).